# Beta Centauri
Beta Centauri (β Centauri, viết tắt Beta Cen, β Cen), còn có tên Hadar, là một hệ thống sao ba ở chòm sao phương nam Bán Nhân Mã. Cấp sao biểu kiến tổng cộng của hệ thống là 0,61 giúp chúng là ngôi sao sáng thứ hai của chòm sao Bán Nhân Mã và là một trong những ngôi sao sáng nhất trên bầu trời đêm. Dựa theo đo đạc thị sai từ vệ tinh thiên văn Hipparcos, khoảng cách đến hệ thống này vào khoảng 390 ± 20 năm ánh sáng (120 ± 6 parsec).

## Tên gọi
β Centauri (Latinh hóa thành Beta Centauri) là định danh Bayer của hệ sao này.
Nó có các tên gọi truyền thống Hadar và Agena. Hadar xuất phát từ tiếng Ả Rập حضار (nghĩa của từ gốc là "hiện diện" hoặc "trên mặt đất" hoặc "khu vực định cư, văn minh"), trong khi tên Agena/əˈdʒiːnə/ được cho là có nguồn gốc từ tiếng Latinh genua, nghĩa là "đầu gối", từ vị trí của ngôi sao trên đầu gối bên trái của nhân mã minh họa cho chòm sao Bán Nhân Mã. Năm 2016, Hiệp hội Thiên văn Quốc tế đã tổ chức Nhóm công tác IAU về tên sao (WGSN) để lập danh lục và chuẩn hóa tên riêng cho các ngôi sao. WGSN đã phê duyệt tên Hadar cho sao β Centauri Aa vào ngày 21 tháng 8 năm 2016 và hiện nó đã được đưa vào Danh mục các tên sao của IAU.
Tên tiếng Trung của ngôi sao là 马腹 一 (mǎ fù yī, Mã Phúc nhất, nghĩa là "ngôi sao đầu tiên của Bụng Ngựa").
Người Boorong bản địa của khu vực ngày nay là tây bắc Victoria, Úc đặt tên cho nó là Bermbermgle (cùng với α Centauri), là hai anh em được chú ý vì lòng dũng cảm và sự hủy diệt, những người đã đâm và giết Tchingal, "The Emu" (tinh vân Túi than). Người Wotjobaluk đặt tên cho hai anh em này là Bram-bram-bult.